# Ostrý Grúň
Ostrý Grúň je obec na Slovensku v okrese Žarnovica.

## Poloha
Ostrý Grúň se nachází v Kľakovské kotlině v pohoří Vtáčnik.

## Dějiny
Obec původně patřila k obcím Kľak a Hrabičov. Osamostatnila se v roce 1951.
Během druhé světové války, po potlačení SNP, byla obec významným opěrným bodem partyzánského hnutí v pohoří Vtáčnik. Působily zde například oddíly Vtáčnik a Bohdan Chmelnickij. Spolu s nedalekým Kľakem byla pro výstrahu napadena jednotkou Edelweiss 21. ledna 1945. Protipartyzánské jednotky brutálním způsobem povraždily většinu obyvatel obce a následně ji vypálily. Zahynulo 64 mužů, žen i dětí. Shořelo 128 domů. Celá událost je označována jako Masakr v Kľakovské dolině.

## Partnerská města
- Napajedla, Česko
- Kandanos, Řecko